# Aparato respiratorio
La mayor parte de los animales disponen de sistemas respiratorios que tiene la función de intercambiar gases entre sus células y el ambiente que los rodea, su estructura y función es muy variable dependiendo del tipo de organismo. El aparato respiratorio o sistema respiratorio es el conjunto de órganos que sirven para intercambiar gases con el medio ambiente. En los vertebrados terrestres está formado por las vías aéreas y los pulmones. A través de las vías aéreas, el aire circula en dirección a los pulmones, y en estos órganos la sangre capta el oxígeno y se desprende del dióxido de carbono.
El órgano principal del aparato respiratorio humano y de los animales mamíferos es el pulmón. En los alveolos pulmonares se produce mediante difusión pasiva el proceso de intercambio gaseoso, gracias al cual la sangre capta el oxígeno atmosférico y elimina el dióxido de carbono (CO2)  producto de desecho del metabolismo. El aparato respiratorio humano está constituido por las fosas nasales, boca, faringe, laringe, tráquea y pulmones. Los pulmones constan de bronquios, bronquiolos y alveolos pulmonares.
Los músculos respiratorios son el diafragma y los músculos intercostales. En la inspiración el diafragma se contrae y desciende, por lo cual la cavidad torácica se amplía y el aire entra en los pulmones. En la espiración o exhalación, el diafragma se relaja y sube, la cavidad torácica disminuye de tamaño provocando la salida del aire de los pulmones hacia el exterior.

## Aparato respiratorio humano

Aparato respiratorio humano.

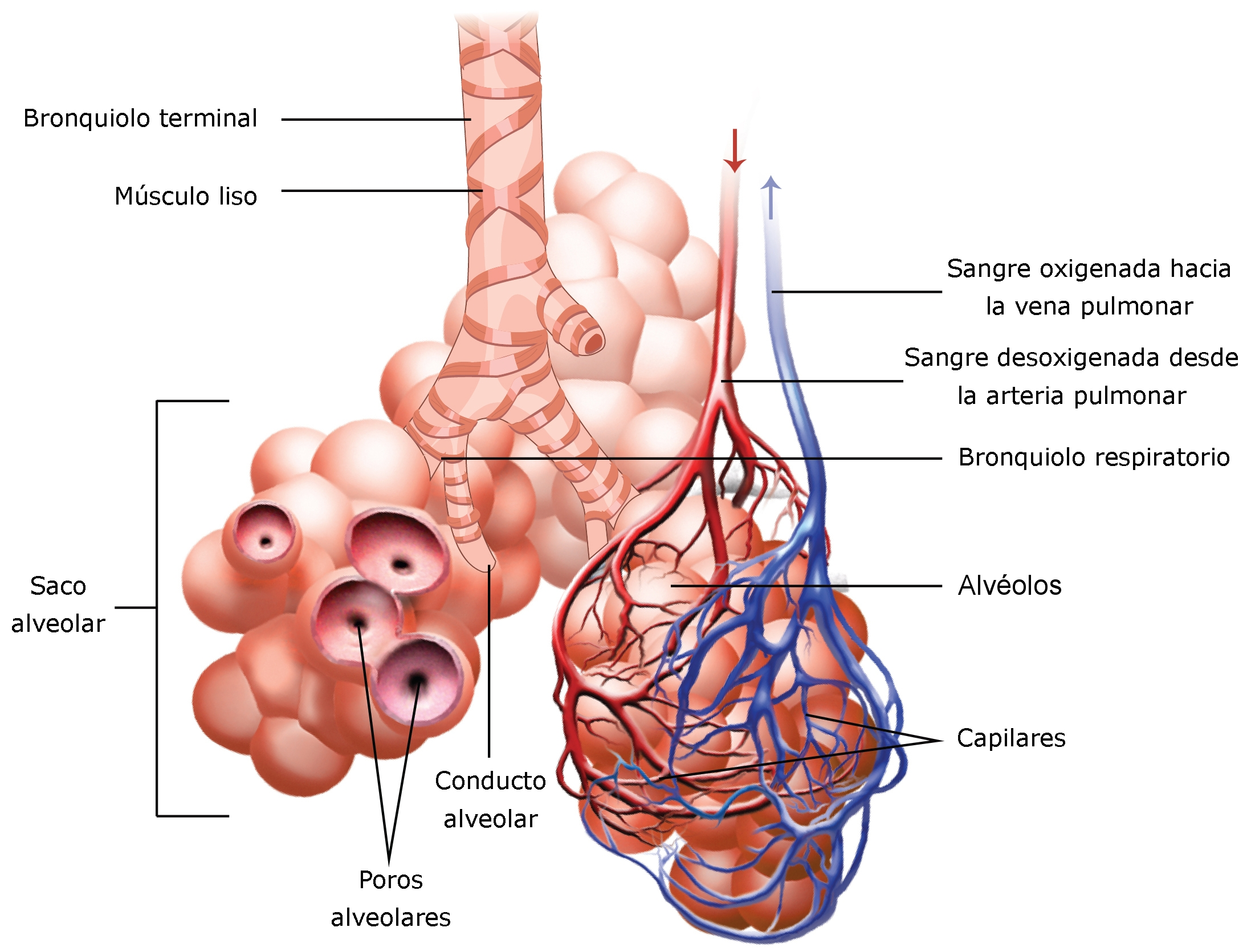
Esquema del alveolo pulmonar y la red capilar que hace posible el intercambio de oxígeno con la sangre.

En los seres humanos, el sistema respiratorio está formado por las vías aéreas, los pulmones y músculos respiratorios que provocan el movimiento del aire tanto hacia adentro como hacia afuera del cuerpo. En los alveolos pulmonares las moléculas de oxígeno y dióxido de carbono se intercambian pasivamente, por difusión entre el entorno gaseoso y la sangre. De esta forma el sistema respiratorio hace posible la oxigenación y la eliminación del dióxido de carbono que es una sustancia de desecho del metabolismo celular. El sistema también cumple la función de mantener el balance entre ácidos y bases en el cuerpo a través de la eliminación de dióxido de carbono de la sangre.

### Partes del aparato respiratorio
El aparato respiratorio humano consta de los siguientes elementos:
- Fosas nasales: Son dos amplias cavidades cuya función es permitir la entrada y salida del aire, el cual se humedece, filtra y calienta a través de unas estructuras llamadas cornetes.
- Faringe: Estructura con forma de tubo situada en el cuello y revestido de membrana mucosa; conecta la cavidad bucal y las fosas nasales con el esófago y la laringe.
- Laringe: Es un conducto que permite el paso del aire desde la faringe hacia la tráquea y los pulmones. En la laringe se encuentran las cuerdas vocales que dejan entre sí un espacio llamado glotis. 
  - Cuerdas vocales. Son dos repliegues situados en la laringe que vibran cuando el aire los atraviesa produciendo la voz.
  - Glotis. Es la porción más estrecha de la luz laríngea, espacio que está limitado por las cuerdas vocales.
  - Epiglotis: La epiglotis es un cartílago situado encima de la glotis que obstruye el paso del bolo alimenticio en el momento de la deglución evitando que este se vaya al sistema respiratorio. Marca el límite entre la orofaringe y la laringofaringe.
- Tráquea:  Es un conducto en forma de tubo que tiene la función de hacer posible el paso del aire entre la laringe y los bronquios. Su pared está reforzada por un conjunto de cartílagos con forma de C que dificultan que la vía se colapse por compresión externa sobre el cuello.[6]
- Pulmones: Órganos cuya función es realizar el intercambio gaseoso con la sangre. Dentro de cada pulmón, el árbol bronquial se divide progresivamente dando ramificaciones cada vez más pequeñas. La tráquea da origen a los dos bronquios principales que se dividen en bronquios secundarios o lobulares. Cada bronquio lobular se divide en bronquios terciarios o segmentarios que se dividen en bronquiolos. El bronquiolo continúa el proceso de ramificación y da origen al bronquiolo terminal de donde parten los bronquiolos respiratorio que es donde se encuentran los sacos alveolares. 
  - Bronquio: Conducto tubular fibrocartilaginoso que conduce el aire desde la tráquea hasta los bronquiolos.
  - Bronquiolo: Conducto que conduce el aire desde los bronquios hasta los alvéolos.
  - Alvéolo: Los alveolos están situados al final de las últimas ramificaciones de los bronquiolos.  Tienen la forma de pequeños sacos y son el lugar en el que se produce el intercambio de gases con la sangre. Su pared es muy delgada, pues está constituida por una capa unicelular, es decir formada por una única célula. Sumando los dos pulmones, el organismo humano dispone de alrededor de 600 millones de alveolos que si se desplegaran en su totalidad ocuparían una superficie de 60 m², esta enorme superficie es la que hace posible obtener la cantidad de oxígeno necesaria para las funciones vitales.[6]
- Músculos intercostales: Músculos situados en el espacio existente entre dos costillas consecutivas. Tienen un importante papel para movilizar el tórax durante la inspiración.
- Diafragma: Músculo que separa la cavidad torácica de la cavidad abdominal. Cuando se contrae baja y aumenta el tamaño de la cavidad torácica provocando la inspiración. Cuando se relaja sube, disminuye el tamaño de la cavidad torácica y provoca la espiración.
- Pleura y cavidad pleural: La pleura es una membrana serosa que recubre ambos pulmones. Consta de dos capas, la pleura parietal en contacto con la pared del tórax y la pleura visceral en contacto con los pulmones. Entre ambas capas queda un espacio que se llama cavidad pleural. La presión en la cavidad pleural es menor que la presión atmosférica lo cual hace posible la expansión de los pulmones durante la inspiración.

### Ventilación

Movimientos de entrada de aire a los pulmones (inspiración) y salida (espiración), en verde el diafragma.

La función del aparato respiratorio consiste en desplazar volúmenes de aire desde la atmósfera a los pulmones y viceversa. Lo anterior es posible gracias a un proceso conocido como ventilación.
La ventilación es un proceso cíclico y consta de dos etapas: la inspiración, que es la entrada de aire a los pulmones, y la espiración, que es la salida. La inspiración es un fenómeno activo, caracterizado por el aumento del volumen torácico que provoca una presión intrapulmonar negativa y determina el desplazamiento de aire desde el exterior hacia los pulmones. La contracción de los músculos inspiratorios principales, diafragma e intercostales externos, es la responsable de este proceso. Una vez que la presión intrapulmonar iguala a la atmosférica, la inspiración se detiene y entonces, gracias a la fuerza elástica de la caja torácica, esta se retrae, generando una presión positiva que supera a la atmosférica y determinando la salida de aire desde los pulmones.
En condiciones normales la espiración es un proceso pasivo, al relajarse el diafragma este sube y vuelve a su posición inicial. Sin embargo, en la espiración forzada, el músculo recto del abdomen se contrae, lo que propulsa las vísceras abdominales hacia arriba, este proceso hace disminuir aún más el volumen intratorácico y aumenta la cantidad de aire que se desplaza al exterior.

### Control de la ventilación
La ventilación es controlada de forma muy cuidadosa para hacer posible que los niveles de PaO2 y PaCO2 arteriales se mantengan dentro de límites estrechos a pesar de que las demandas de captación de O2 y eliminación de CO2 varían mucho. El sistema respiratorio dispone de un conjunto de sensores que reúnen información, la cual llega al controlador central del encéfalo, que coordina la información y envía impulsos hacia los músculos respiratorios efectores, que causan la ventilación.

#### Sensores (entradas)
Los sensores protagonistas en el control de la respiración son los quimiorreceptores, estos responden a los cambios en la composición química de la sangre u otro líquido. Se han clasificado anatómicamente como centrales y periféricos.
- Quimiorreceptores centrales. Se encuentran cerca de la superficie ventral del bulbo raquídeo están rodeados por el líquido extracelular del cerebro y responden a los cambios de H+ en ese líquido. El nivel de CO2 en la sangre regula la ventilación principalmente por su efecto sobre el pH del líquido cefalorraquídeo.
- Quimiorreceptores periféricos. Se hallan dentro de los cuerpos carotídeos, en la bifurcación de las arterias carótidas primitivas, y en los cuerpos aórticos, por encima y por debajo del cayado aórtico. Responden al descenso de la PO2 arterial y al aumento de la pCO2 y de la concentración de H+. Son los responsables de cualquier aumento de la ventilación en el ser humano como respuesta de la hipoxemia arterial.

En los pulmones también existen receptores sensoriales que intervienen en el control del calibre de las vías aéreas, la secreción bronquial, así como en la liberación de mediadores por las células cebadas u otras células inflamatorias, esta información llega a los centros superiores a través de las fibras sensoriales del nervio vago.

#### Control central cerebral

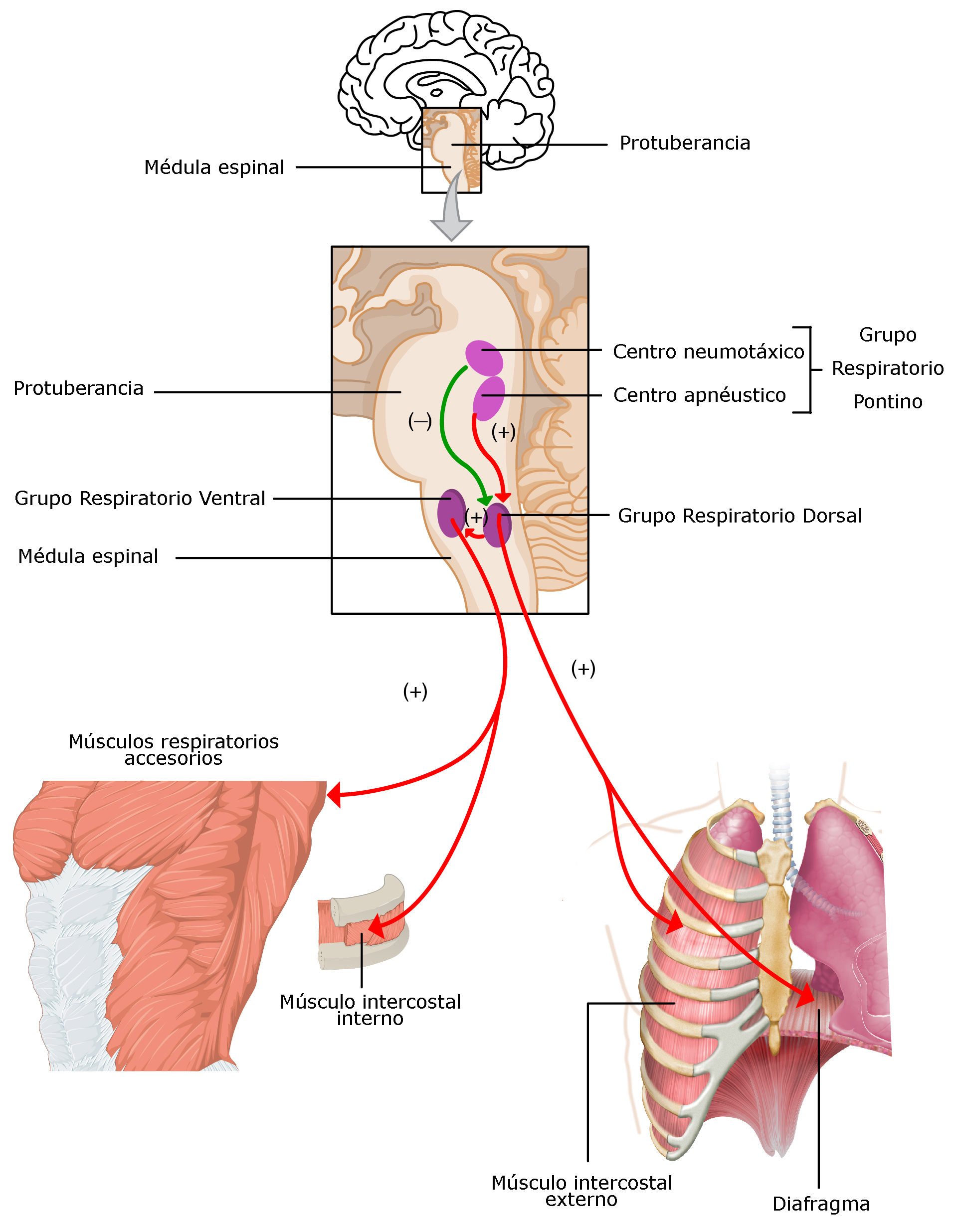
Centros respiratorios del encéfalo.

El control de la ventilación es posible gracias a una compleja interconexión de neuronas situadas en varias localizaciones del cerebro de donde parten las órdenes que a través de los nervios llegan a los diferentes músculos encargados de la ventilación pulmonar. El proceso automático normal de la respiración es involuntario y se origina en impulsos que provienen del tallo cerebral, sin embargo, se puede tener cierto control voluntario dentro de determinados límites, ya que los estímulos de la corteza cerebral se pueden priorizar respecto a los del tallo cerebral.
Los centros respiratorios cerebrales principales están ubicados en el bulbo raquídeo y establecen de forma automática el patrón rítmico de la respiración. Puede distinguirse un Grupo Respiratorio Dorsal que puede modificar el ritmo básico según las necesidades del organismo y un Grupo Respiratorio Ventral que contienen neuronas que se activan cuando es preciso un nivel elevado de ventilación. Existen otros dos núcleos de neuronas situados en la protuberancia llamados Centro Neumotáxico y Centro Apnéustico que también influyen sobre la frecuencia y profundidad de la inspiración.
La corteza cerebral tiene un papel en el control voluntario de la ventilación, dado que es posible realizar una hiperventilacíón o hipoventilación voluntaria durante cortos periodos de tiempo. Otras partes del cerebro como el sistema límbico y el hipotálamo pueden afectar el patrón de la respiración, por ejemplo en alteraciones emocionales.

#### Efectores (salidas)
Como actuadores del sistema respiratorio están el diafragma, los músculos intercostales, abdominales y los músculos accesorios. En el contexto del control de la ventilación es fundamental que estos grupos musculares trabajen conjuntamente en forma coordinada. Hay evidencias de que en algunos neonatos, en particular los prematuros, existe falta de coordinación en la actividad de los músculos respiratorios, en especial durante el sueño. Por ejemplo, los músculos torácicos pueden realizar el trabajo inspiratorio mientras los músculos abdominales efectúan el trabajo espiratorio.

### Intercambio gaseoso

El intercambio de gases en los alvéolos pulmonares tiene lugar por difusión simple. El oxígeno entra en la sangre y el dióxido de carbono sale.

Una vez que los alveolos pulmonares están llenos de aire tras el proceso de inspiración, el oxígeno tiene que difundirse hasta la sangre, mientras que el dióxido de carbono sigue el camino contrario, es decir pasa desde la sangre a los alvéolos pulmonares. Este proceso ocurre por un mecanismo de difusión simple motivado por un entrecruzamiento al azar de las moléculas que pasan desde donde se encuentran a más concentración hasta donde la concentración es menor. El fenómeno se debe a que las moléculas se encuentran en continuo movimiento y se desplaza en todas direcciones chocando y rebotando entre ellas reiteradamente. Existe una ley física según la cual cuando un gas se encuentra en una cámara cerrada y su concentración es diferente en los dos extremos,  las partículas tienden a desplazarse desde donde la concentración es alta hacia donde es baja, llegando finalmente a una situación de equilibrio, proceso conocido como difusión simple. En el aparato respiratorio la difusión se produce en el alveolo muy rápidamente, tiene lugar en los primeros 0,25 segundos de los 0,75 segundos del tiempo de circulación de la sangre a través de los capilares pulmonares.

### Transporte de oxígeno por la sangre

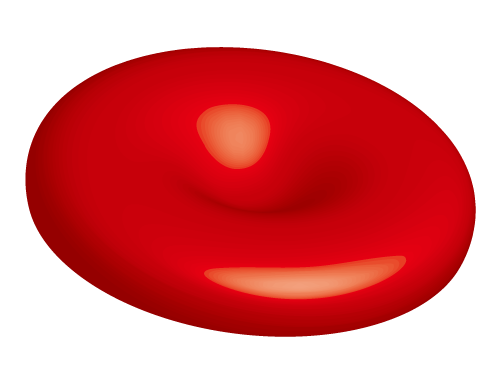
Cada glóbulo rojo dispone de 250 millones de moléculas de hemoglobina para transportar oxígeno.

Una vez que el oxígeno pasa a la sangre capilar en los alveolos pulmonares, debe distribuirse por todo el organismo para satisfacer los requerimientos de las células, las cuales necesitan este elemento de forma prioritaria. La presión parcial de oxígeno es más alta en los alveolos pulmonares que en la sangre capilar por lo que se produce el proceso de difusión simple entre ambos medios. Por otra parte la presión parcial de oxígeno es más baja en las células de los tejidos que en la sangre, por lo que cuando la sangre oxigenada llega a los tejidos de todo el cuerpo se desprende de parte de su oxígeno, que se incorpora por difusión simple a través de la membrana hacia el interior de la célula para hacer posible la respiración celular que tiene lugar en la mitocondria.
La capacidad de la sangre para transportar oxígeno disuelto directamente es muy baja, puesto que este elemento es poco soluble en agua. Por este motivo el organismo ha desarrollado una proteína llamada hemoglobina que tiene la capacidad de captar el oxígeno y transportarlo con gran eficacia. Si no existiera hemoglobina, el corazón tendría que bombear unos 80 litros de sangre por minuto, lo que resultaría completamente imposible. Gracias a la hemoglobina el gasto cardiaco es solo de 5 litros de sangre por minuto, siendo esta cifra suficiente para mantener oxigenadas todas las células del cuerpo en situación de reposo. Cada molécula de hemoglobina tiene capacidad para transportar cuatro moléculas de oxígeno, un solo glóbulo rojo dispone de 250 millones de moléculas de hemoglobina y en un mililitro de sangre existen alrededor de 5 millones de glóbulos rojos.
{\displaystyle \mathrm {Hb+4\ O_{2}\rightarrow Hb(O_{2})_{4}} }
Hb= Hemoglobina, O=Oxígeno.

### Adaptación a la altura
A medida que aumenta la altitud baja la presión atmosférica. Por ello a grandes alturas puede producirse el fenómeno de la hipoxia ya que el organismo debe producir un gasto energético extra para que la misma cantidad de oxígeno ingrese al cuerpo.

### Cifras gasométricas en sangre
- PaO2: Es la presión parcial de oxígeno en la sangre arterial, sus valores normales pueden variar entre ciertos límites, dependiendo de la edad, el sexo y el peso corporal del individuo. Oscila entre 66 y 100 mmHg.
- PaCO2:  Es la presión parcial de dióxido de carbono en la sangre arterial. Los valores normales oscilan entre 35 y 45 mmHg. Si la cifra es superior a 45 mmHg, ello indica que el organismo está reteniendo demasiado dióxido de carbono en la sangre.

Para obtener estos parámetros, es preciso extraer sangre de una arteria, generalmente la arteria radial, no sirve la sangre venosa que se emplea habitualmente para determinar otros valores analíticos, pues la sangre venosa contiene mucho menos oxígeno. Cuando se comparan los parámetros medidos con los valores de referencia se puede detectar si existe algún problema de salud que afecte a la función del aparato respiratorio.

### Volúmenes pulmonares

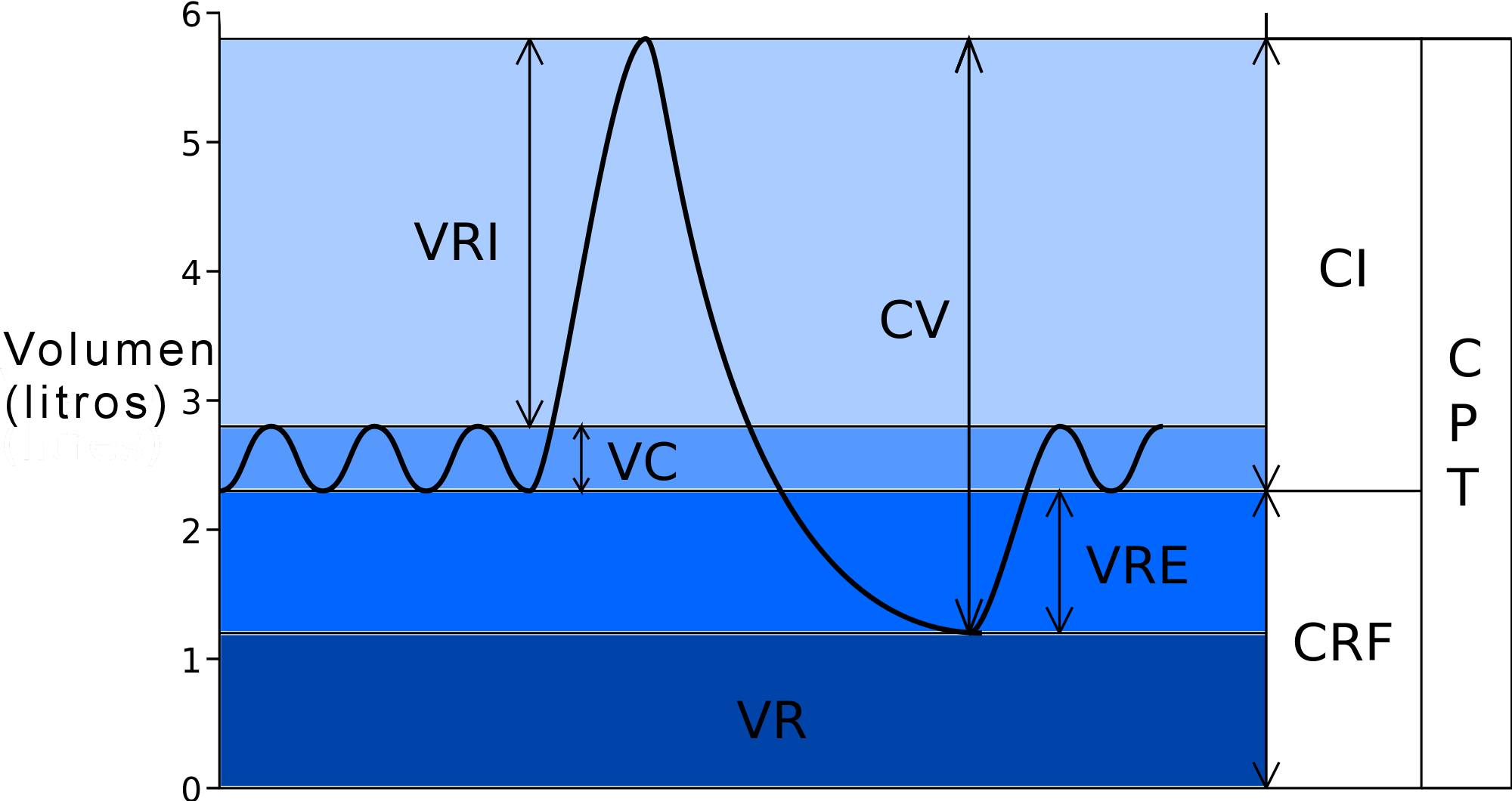
Volúmenes y capacidades pulmonares
VR: Volumen de reserva.
VRI: Volumen de reserva inspiratorio.
VRE: Volumen de reserva espiratorio.
CV: Capacidad vital.
CRF: Capacidad residual funcional.
CI: Capacidad inspirada.
CPT: Capacidad pulmonar total.

En condiciones normales, una persona respira 15 veces por minuto y en cada inspiración entra en sus pulmones 500 cc de aire. En la espiración sale del pulmón la misma cantidad que entró. Por lo tanto en un minuto la ventilación pulmonar es 15 x 500 = 7.5 litros, que es lo que se llama volumen minuto. Sin embargo, la profundidad de las respiraciones y su frecuencia puede aumentar considerablemente en condiciones de esfuerzo físico, por lo que el volumen minuto puede llegar hasta los 200 litros por minuto, multiplicando el valor en reposo más de 20 veces.
- Volumen corriente (VC): Es la cantidad de aire que se utiliza en cada respiración no forzada. Es aproximadamente de 500 ml. Esto significa que en condiciones normales durante una inspiración entran 500 cc de aire en los pulmones y durante la espiración sale la misma cantidad.
- Volumen de reserva espiratorio. Corresponde al volumen extra de aire que se puede expulsar hacia el exterior cuando se realiza una espiración forzada. Su valor medio es 1000 cc.
- Volumen de reserva inspiratorio. Corresponde al volumen extra de aire que se puede inhalar cuando se realiza una inspiración forzada. Su valor medio es 2500 cc.
- Volumen residual. Corresponde a la cantidad de aire que queda en el interior del pulmón después de una espiración máxima. Su valor medio es 1200 ml.

La capacidad pulmonar total viene dada por la suma de los 4 volúmenes anteriormente citados.

### Presiones en el aparato respiratorio

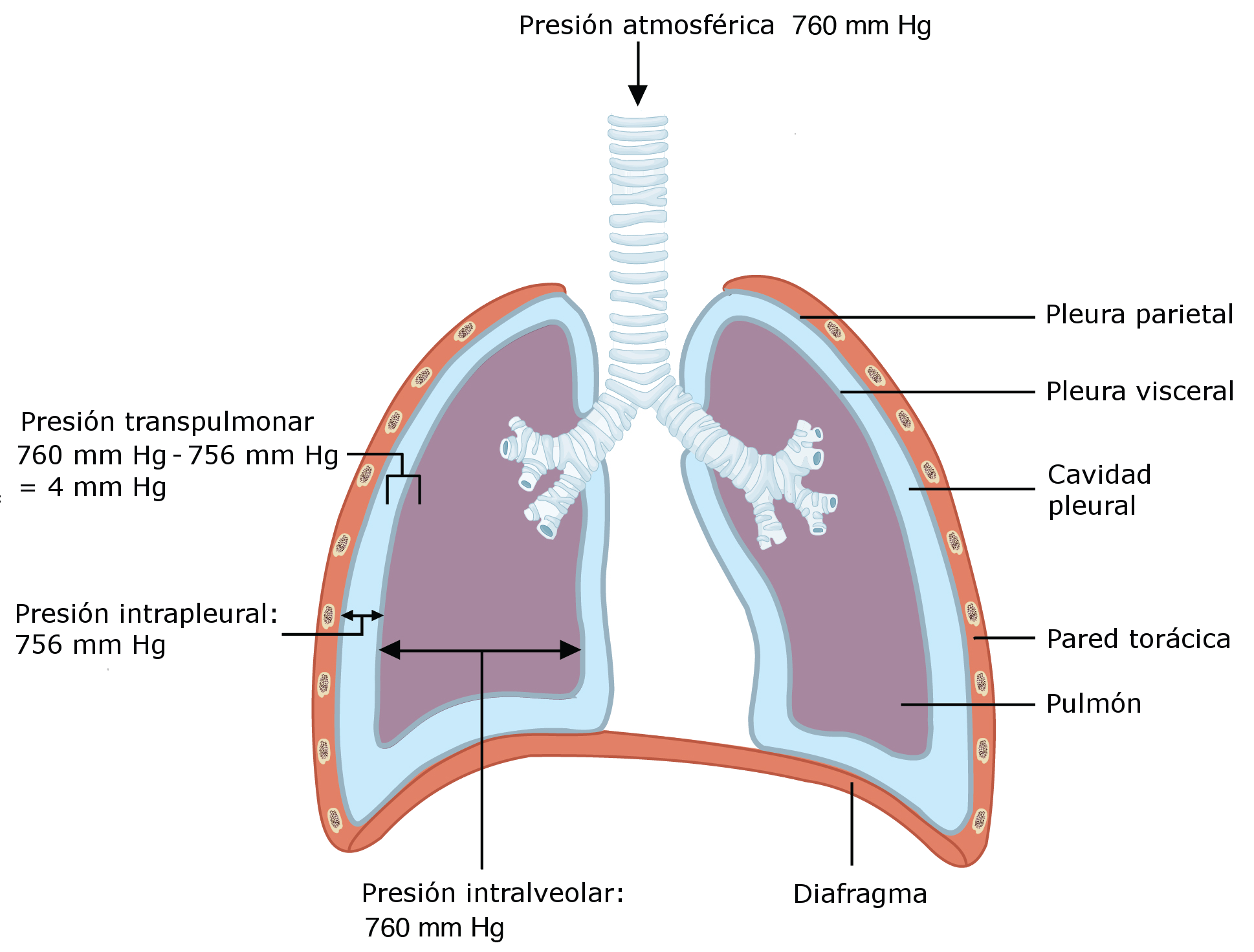
Presión intraalveolar e intrapleural inmediatamente antes del inicio de la inspiración.

Deben considerarse cuatro presiones diferentes para comprender el funcionamiento del aparato respiratorio humano. Estas presiones no son constantes, pues se modifican a lo largo del ciclo respiratorio.
- Presión atmosférica. Corresponde a la presión del aire en la atmósfera.
- Presión alveolar o intrapulmonar. Es la presión del aire contenido en los alvéolos.
- Presión pleural o intrapleural. Es la presión existente en la cavidad pleural, es decir en el espacio situado entre la pleura visceral y la pleura parietal. La presión pleural es negativa y por lo tanto menor que la atmosférica.
- Presión transpulmonar. Corresponde a la diferencia entre la presión alveolar y la presión pleural.

### Conceptos
- Hipoxemia: Disminución de la PaO2 < 80 mmHg.
- Hipoxia: Disminución de la PaO2 a nivel celular.
- Insuficiencia respiratoria: Disminución de la presión parcial de oxígeno (PaO2) por debajo de 60 mmHg a nivel del mar. Hay dos tipos:
  - Parcial: Disminución de la PaO2 < 60 mmHg con PaCO2 normal o baja.
  - Global: Disminución de PaO2 < 60 mmHg y aumento de PaCO2 > 45 mmHg (acidosis respiratoria).

### Composición del aire atmosférico
| Nitrógeno          | 78,00 % |
| Oxígeno            | 21,00 % |
| Argón y helio      | 0,92 %  |
| Dióxido de carbono | 0,04 %  |
| Vapor de agua      | 0,04 %  |

### Composición del aire alveolar
| Nitrógeno          | 78 %    |
| Oxígeno            | 15-16 % |
| Vapor de agua      | 6 %     |
| Dióxido de carbono | 4-5 %   |

### Enfermedades del aparato respiratorio más comunes

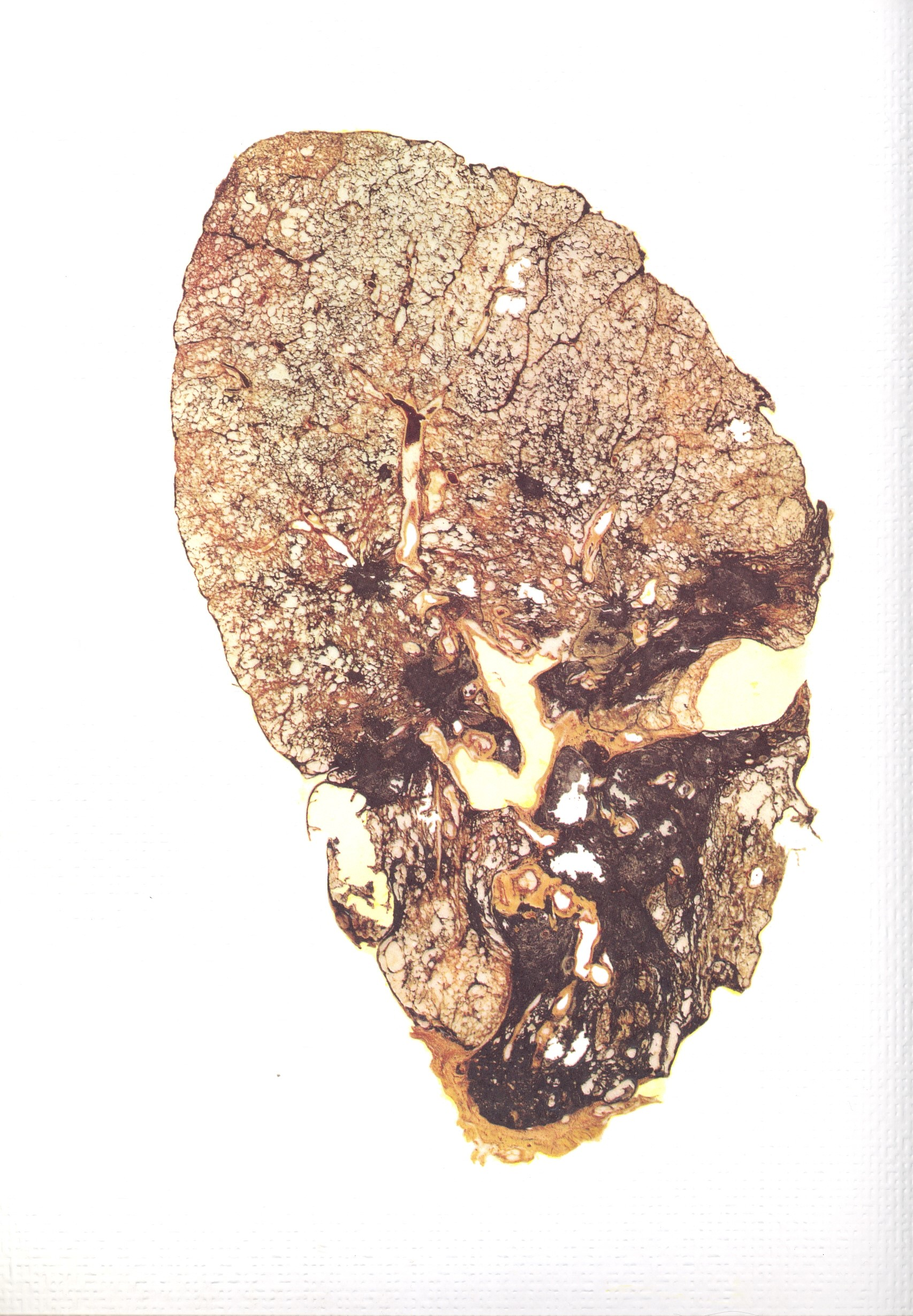
Pulmón afectado por silicosis.

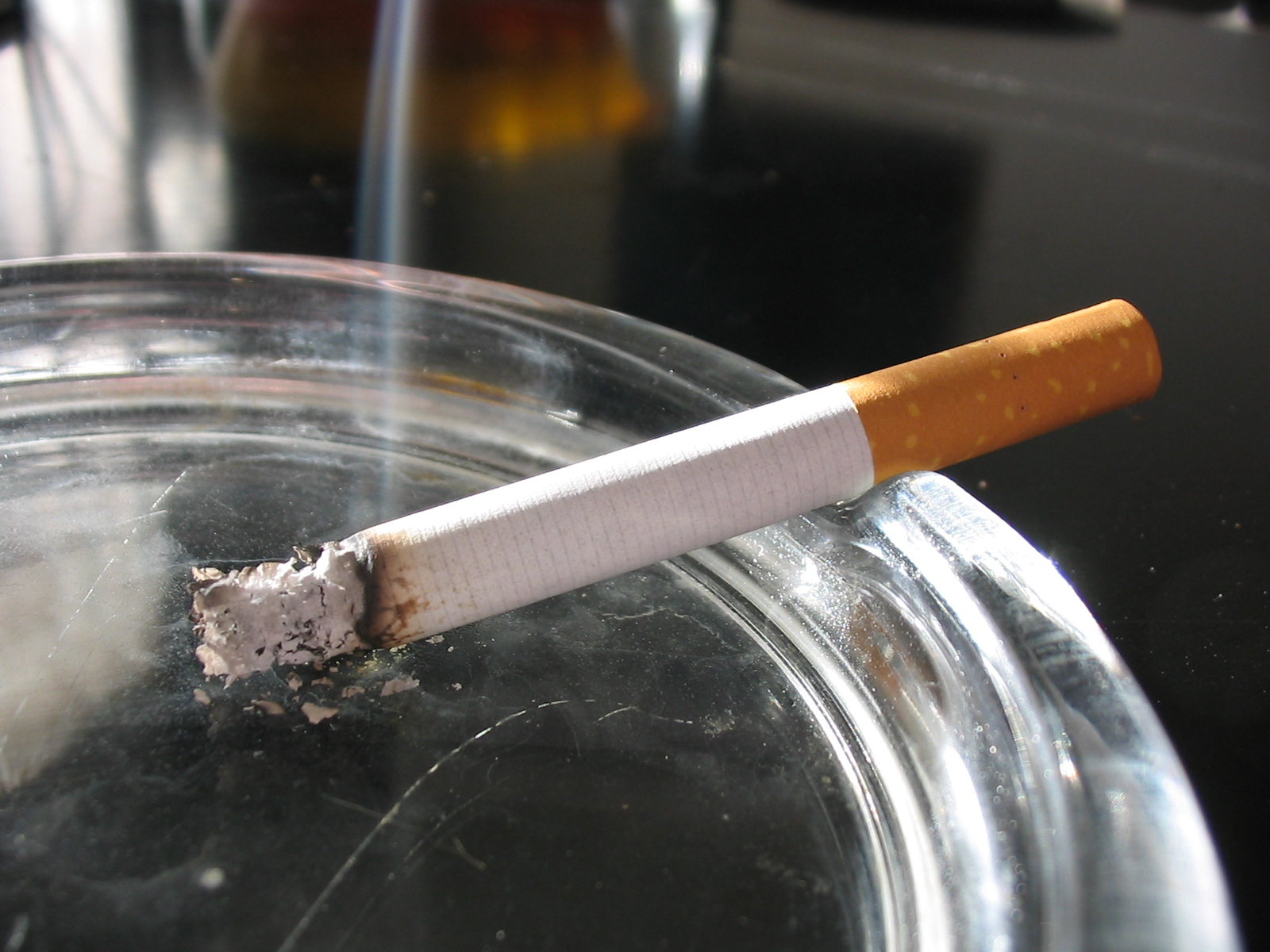
El humo del tabaco es responsable de gran parte de las enfermedades del aparato respiratorio.

Algunas enfermedades respiratorias son causadas por virus y bacterias. Si no se previenen y tratan adecuadamente pueden ser mortales. Las enfermedades pulmonares pediátricas causan el 50 % de las muertes de niños menores de 1 año de edad y aproximadamente el 20 % de todas las hospitalizaciones de los menores de 15 años
1. Resfriado común. Es la enfermedad infecciosa más común. La incidencia es mayor en la niñez temprana que en cualquier otro periodo de la vida. Los niños menores de 5 años tienen de 6 a 12 episodios de resfriado por año.
2. Rinitis. Se presenta como resfriados nasales constantes. Tiene una morbilidad significativa y puede contribuir al desarrollo de exacerbaciones de sinusitis y asma.
3. Rinosinusitis. Se define como episodios sucesivos de infecciones bacterianas de los senos paranasales, cada uno con duración menor de 30 días y separados por periodos de al menos 10 días, durante los cuales el paciente está sin síntomas.
4. Faringitis. Más del 90 % de los casos de dolor de garganta y fiebre son debidos a infecciones virales. La mayoría de las personas desarrollan rinorrea y tos leve.
5. Amigdalitis. Se debe a un proceso infeccioso que afecta a la amígdala palatina.
6. Traqueitis. Es la inflamación aguda de la tráquea, que es la vía respiratoria que une la laringe con los bronquios. La traqueítis bacteriana afecta con mayor frecuencia a niños en edad escolar (en torno a los 5 años).
7. Bronquitis. Es la inflamación de los bronquios, principales vías respiratorias de conducción dentro del pulmón. Puede estar producida por infecciones virales o bacterianas del sistema respiratorio inferior favorecida por exposición a irritantes del ambiente incluyendo humo de tabaco.
8. Enfermedad pulmonar obstructiva crónica. La causa principal es el tabaquismo.
9. Enfisema. La principal causa es la inhalación de humo de tabaco.
10. Asma. Obstrucción reversible de las vías aéreas menores que puede progresar a insuficiencia respiratoria si no se lleva a cabo una intervención inmediata.
11. Tuberculosis pulmonar. Enfermedad infecciosa causada por el bacilo de Koch.
12. Neumonía. La neumonía es la inflamación del pulmón. La causa más habitual son microorganismos infectantes, sobre todo bacterias y virus. Aparece con más facilidad cuando uno o más de los mecanismos de defensa que protege al pulmón son inadecuados.
13. Silicosis. Causadas por la inhalación prolongada de compuestos químicos que contienen sílice cristalina, se produce con frecuencia en trabajadores de minas.
14. Cáncer de pulmón. Aunque puede producirse en no fumadores o fumadores pasivos, la principal causa es la aspiración directa del humo del tabaco.
15. Fibrosis quística. Enfermedad de origen genético que afecta principalmente a los pulmones.

### Medidas preventivas
- Cáncer de pulmón. Dentro de las enfermedades del aparato respiratorio destaca por su frecuencia y gravedad el cáncer de pulmón. A pesar de los avances actuales en los tratamientos médicos, sigue provocando la muerte de la persona afectada en muchas ocasiones. Por ello las medidas preventivas son fundamentales, destacando entre ellas evitar la exposición al humo del tabaco, tanto como fumador activo como pasivo. Cuanto mayor sea la exposición al tabaco más alta es la probabilidad de contraer esta enfermedad. Otras sustancias que se han relacionado con la aparición del cáncer de pulmón son el amianto y el gas radón.[18]
- Gripe. La gripe es una importante causa de mortalidad cuando afecta a personas de edad avanzada o que presentan factores de riesgo, como enfermedades del corazón, déficit de inmunidad u otras alteraciones pulmonares. Por ello se recomienda la vacunación antigripal anual como medida eficaz para prevenir la gripe en las personas con algunos de los factores de riesgo antes citados.

## Aparato respiratorio en los animales
Los seres vivos han desarrollado varios sistemas de intercambio gaseoso con el medio en el que viven: cutáneo, traqueal, branquial y pulmonar. Mediante cualquiera de estos sistemas incorporan oxígeno procedente del medio exterior y eliminan dióxido de carbono y vapor de agua. El hombre y los mamíferos presentan únicamente respiración pulmonar, pero algunos organismos como los anfibios utilizan varios sistemas simultáneamente y tienen respiración cutánea y pulmonar.
- Respiración cutánea. En algunos animales la respiración se produce directamente a través de la piel. Para que ello sea posible, la piel debe ser muy fina y no estar recubierta por estructuras corneas como las escamas. Entre los animales que poseen respiración cutánea se encuentran los anélidos. La respiración cutánea es responsable de más del 20 % del intercambio de gases en los anfibios.[19]

- Respiración traqueal. La respiración traqueal tiene lugar en muchos invertebrados, incluyendo los insectos, miriápodos y algunos arácnidos. Estos animales disponen de una serie de orificios a lo largo de su cuerpo llamados estigmas por los cuales se introduce el aire de la atmósfera.[20]

- Respiración branquial. La respiración branquial tiene lugar en los peces. Las branquias son órganos respiratorios de muchos animales acuáticos. Están formados por un conjunto de láminas muy finas rodeadas de vasos sanguíneos. Cuando el agua cargada de oxígeno pasa entre las branquias, se produce el intercambio gaseoso con la sangre.

- Respiración pulmonar. Tiene lugar en la mayor parte de los vertebrados terrestres: anfibios, reptiles, aves y mamíferos incluyendo el hombre. El aparato respiratorio de tipo pulmonar está formado por un sistema de conductos que transporta el aire hasta los pulmones. Los pulmones constan de un conjunto de alveolos rodeados de capilares sanguíneos. En los alveolos es donde se produce el intercambio de gases con la sangre. La sangre oxigenada es distribuida por todo el organismo mediante el aparato circulatorio.[7]

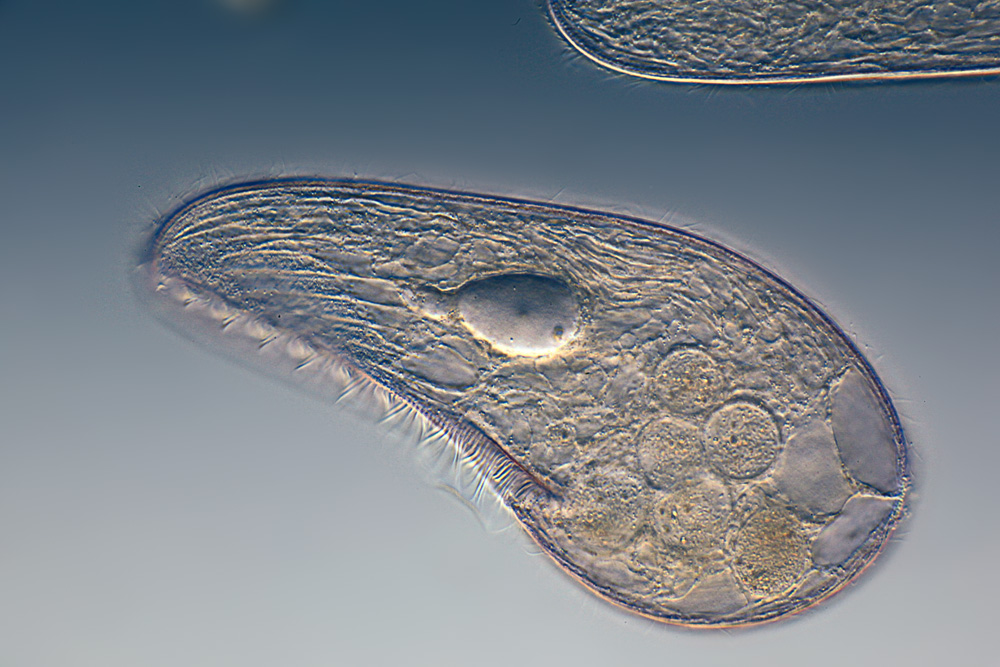
Los protozoos son organismos unicelulares que captan el oxígeno directamente a través de la membrana celular.

### Organismos simples
Los protozoarios son organismos unicelulares que no presentan aparato respiratorio, captan el oxígeno directamente del medio mediante por difusión a través de la membrana celular. Algunos organismos pluricelulares como las hidras y las medusas tampoco disponen de aparato respiratorio.

### Insectos

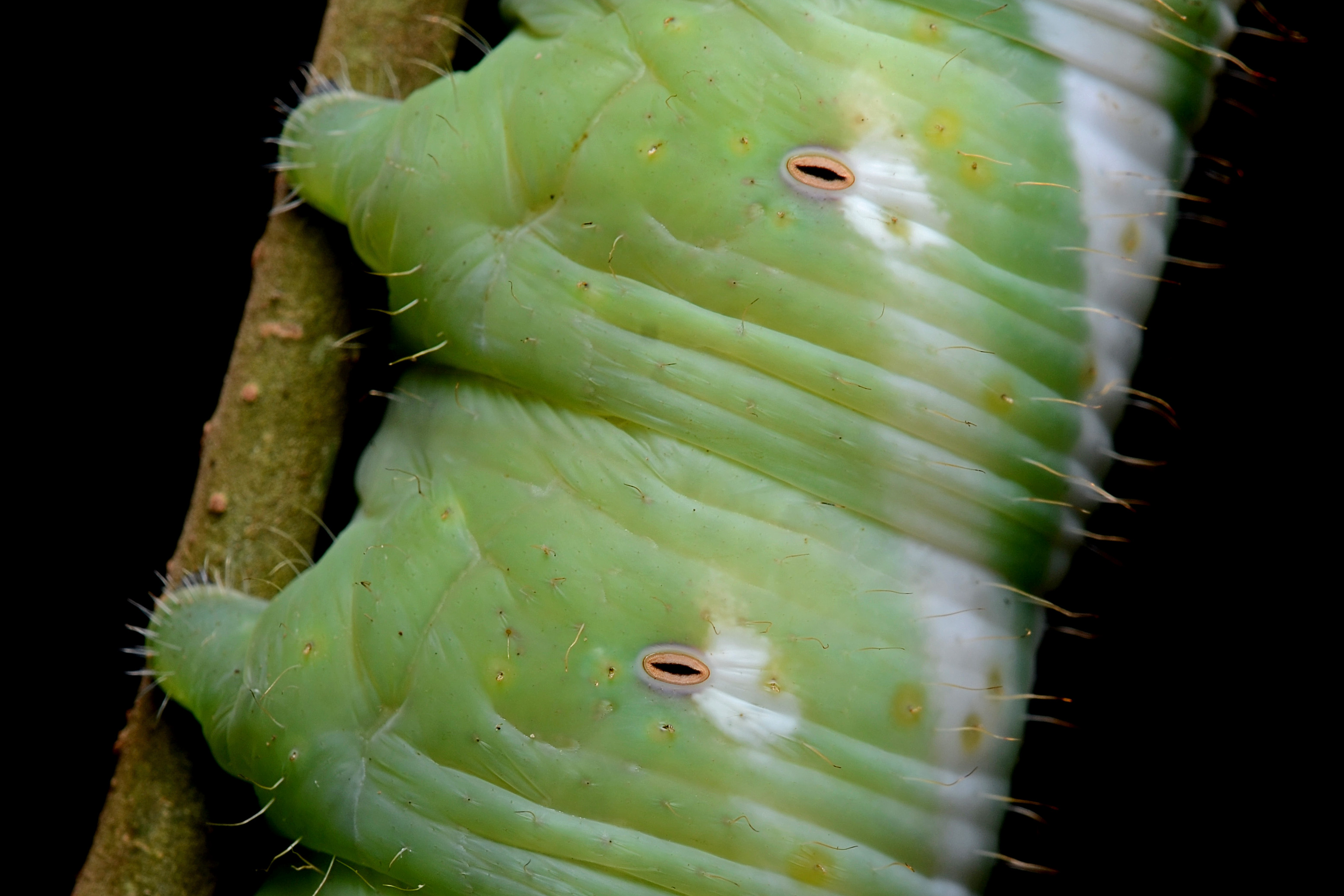
Espiráculos.

La respiración de los insectos tiene lugar a través de un conjunto de orificios abiertos al exterior situados a ambos lados del tórax y el abdomen que se denominan espiráculos o estigmas. Cada espiráculo dispone de una pequeña válvula que se abre cuando el animal precisa captar oxígeno. De los espiráculos parten unos conductos llamados tráqueas que tienen la función de transportan el aire al interior del animal. Las tráqueas se convierten en traqueolas y se ramifican progresivamente hasta formar pequeños tubos, cada uno de los cuales lleva oxígeno a un reducido grupo de células. En ocasiones el animal realiza contracciones o dilataciones del abdomen para facilitar el movimiento de los gases hacia el interior del sistema de conductos.

### Peces

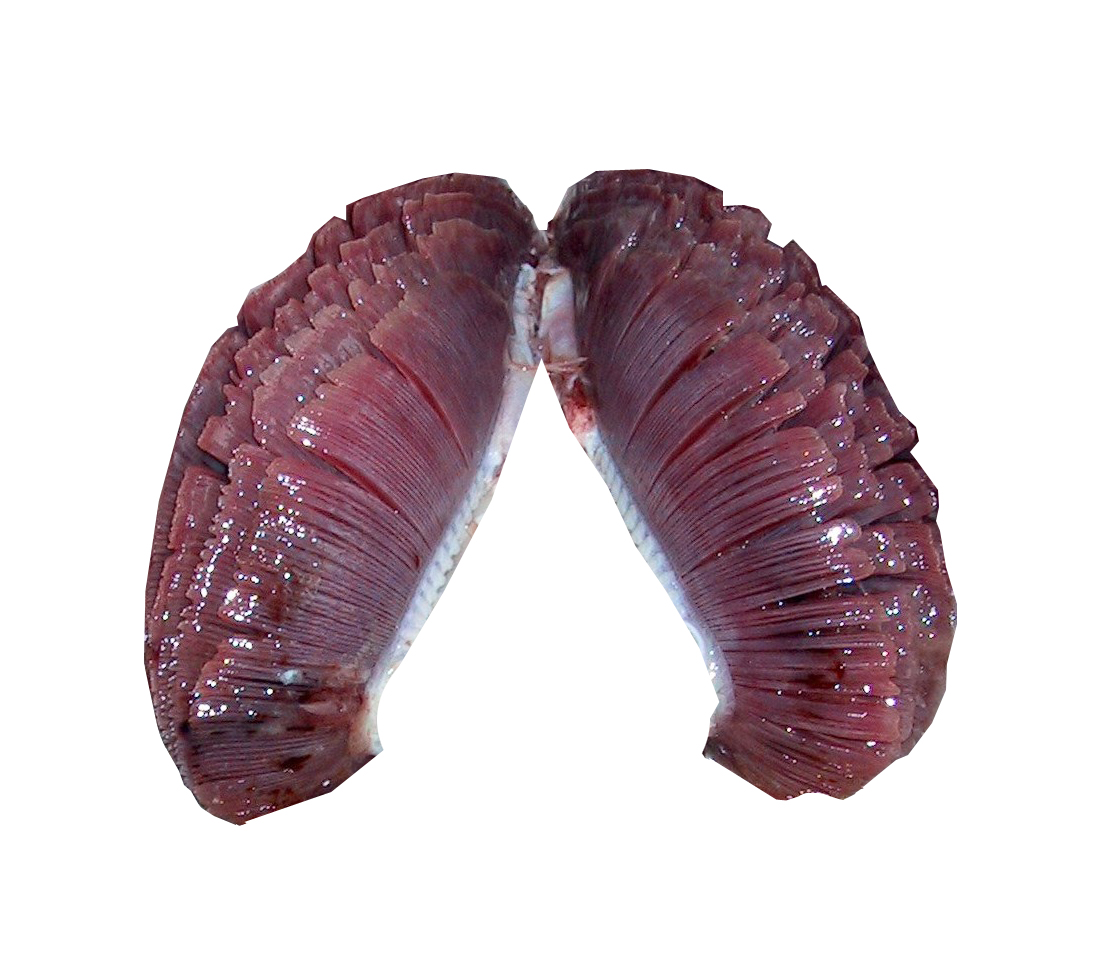
Branquias de un atún.

Los peces respiran a través de branquias que captan el oxígeno del agua (respiración branquial). El agua con oxígeno disuelto penetra por la boca del pez y a través de unas aberturas faríngeas laterales sale al exterior por las hendiduras branquiales, las cuales están cubiertas por unas placas protectoras que se llaman opérculos que funcionan como una tapa y pueden abrirse y cerrarse. Los vasos sanguíneos de las branquias toman el oxígeno del agua que circula a través de ellas y expulsan el dióxido de carbono. El sistema es muy eficaz y se produce gracias a un mecanismo llamado sistema de intercambio a contracorriente, ya que la sangre circula en dirección contraria al flujo de agua.

### Anfibios
Los anfibios respiran a través de branquias en su primera fase de desarrollo, cuando son renacuajos. En la vida adulta disponen de respiración cutánea y pulmonar simultáneamente.

### Reptiles
Los reptiles presentan respiración pulmonar. La piel es gruesa y dura por lo que salvo excepciones no tienen respiración cutánea como en los anfibios. Los reptiles de vida acuática deben salir periódicamente a la superficie para captar el oxígeno atmosférico. Algunas tortugas marinas han desarrollado una sorprendente adaptación a la vida acuática, de tal forma que son capaces de permanecer activas durante 30 minutos bajo el agua sin salir a la superficie para respirar. Se cree que ello es posible gracias a varias adaptaciones fisiológicas, entre ellas el bajo ritmo cardiaco y la capacidad del cerebro para funcionar con concentraciones de oxígeno reducidas.
Cada grupo de reptiles ha adoptado unas características especiales en su aparato respiratorio. Muchos ofidios disponen únicamente de un pulmón funcional, pues la forma alargada de su cuerpo ha conducido al aumento de longitud de uno de los pulmones y la atrofia del segundo. En las tortugas el tórax no es expansible debido a su caparazón rígido por lo que utilizan mecanismos alternativos para lograr que el aire entre en los pulmones durante la inspiración.

### Aves

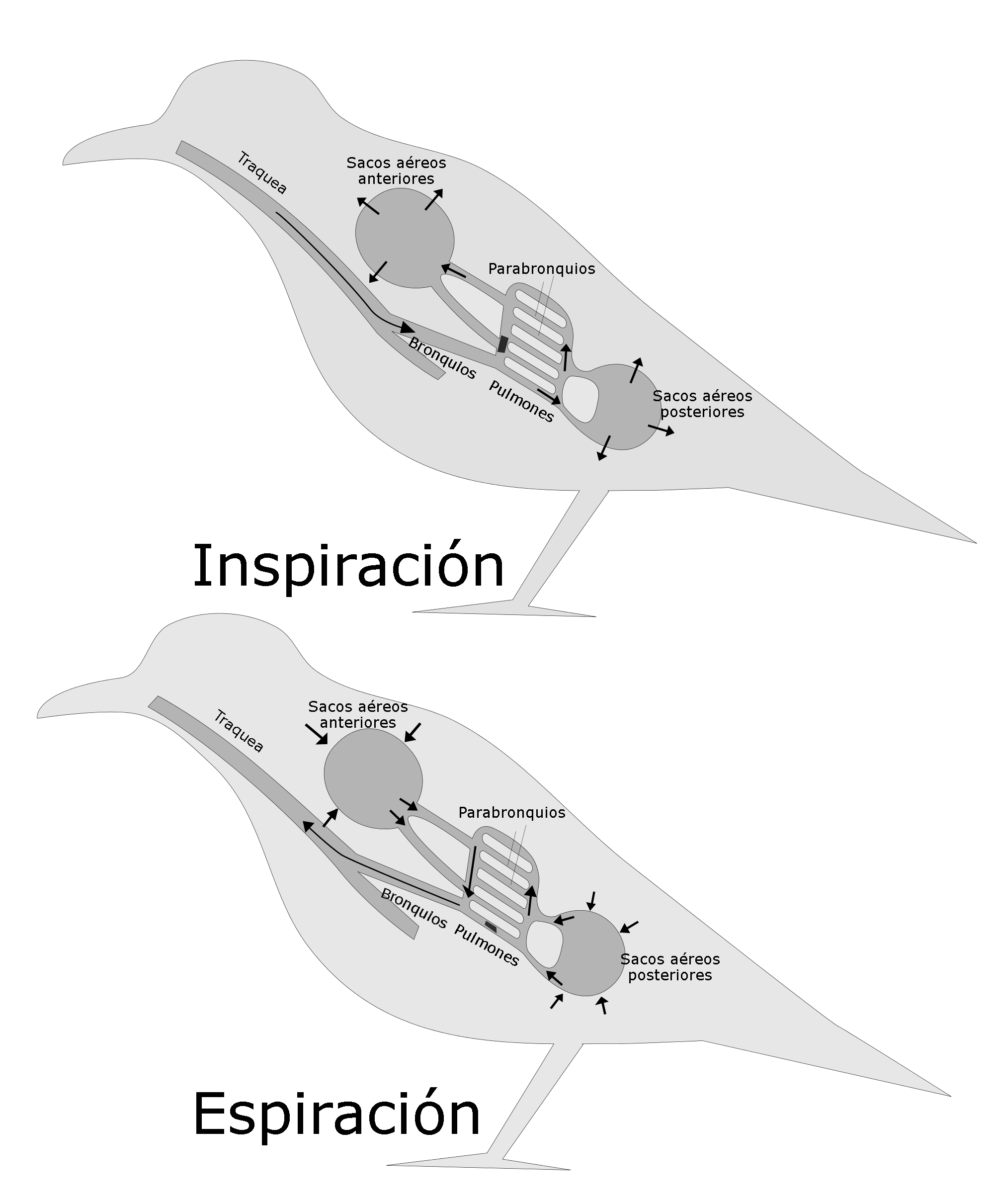
Esquema del aparato respiratorio de las aves con las fases de inspiración y espiración.

Las aves cuentan con pulmones, pero su aparato respiratorio dispone de unos órganos especiales que no existen en los mamíferos, los sacos aéreos. La mayor parte de las aves tienen 8 sacos aéreos, uno cervical, uno clavicular, dos torácicos craneales, dos torácicos caudales y dos abdominales. Actúan como fondos de saco donde se acumula el aire, de tal forma que este circula por los bronquios en ambas direcciones sin que se produzca acumulación de aire residual en ningún espacio del pulmón. Otra característica específica del aparato respiratorio de las aves es el órgano fonador que recibe el nombre de siringe y se sitúa en la base de la tráquea.

### Mamíferos
El sistema respiratorio de los mamíferos es pulmonar y comparte características muy similares en todas las especies incluyendo el hombre. Existe un sistema de conductos que transportan el aire, pero no intervienen en el intercambio de gases que se produce en los alveolos pulmonares situados al final de las vías respiratorias. Los alveolos forman una gran superficie para el intercambio de gases en la que existe una separación muy pequeña entre la sangre y el aire. La inspiración tiene lugar gracias a la contracción del diafragma y los músculos intercostales que amplían el tamaño del tórax y producen una presión negativa que actúa como mecanismo de succión, la espiración es pasiva. Durante el ejercicio se producen inspiraciones y espiraciones forzadas que aumentan el volumen de ventilación considerablemente. Las paredes de los alveolos cuentan con una sustancia denominada surfactante pulmonar compuesta por fosfolípidos que reduce la tensión superficial evitando el colapso alveolar.